# Joe Satriani (EP)
Joe Satriani è l'eponimo EP di debutto del chitarrista statunitense Joe Satriani, pubblicato nel 1984.

## Tracce
1. Talk to Me – 3:30
2. Dreaming Number Eleven – 3:37
3. Banana Mango – 2:44
4. I Am Become Death – 3:56
5. Saying Good-Bye – 2:54